# Вільяльбілья-де-Бургос
Вільяльбілья-де-Бургос (ісп. Villalbilla de Burgos) — муніципалітет в Іспанії, у складі автономної спільноти Кастилія-і-Леон, у провінції Бургос. Населення — 1003 особи (2010).
Муніципалітет розташований на відстані близько 210 км на північ від Мадрида, 7 км на захід від Бургоса.
На території муніципалітету розташовані такі населені пункти: (дані про населення за 2010 рік)
- Ренунсіо: 84 особи
- Вільясьєнсо: 253 особи
- Вільяльбілья-де-Бургос: 666 осіб

## Демографія
Динаміка населення (INE ):